# Ballar en la foscor
Ballar en la foscor, títol originasl en anglès Dancer in the Dark, és una pel·lícula de Lars von Trier, estrenada el 2000 i protagonitzada per Björk.
Aquesta pel·lícula va estar subtitulada al català.

## Argument
En els anys 1960, Selma, immigrant txeca, s'instal·la a una petita ciutat industrial dels Estats Units, amb el seu fill Gene, de dotze anys.
Afectada d'una malaltia hereditària que amenaça de tornar-la cega, Selma treballa a una fàbrica metal·lúrgica més enllà de les seves capacitats i sense tenir en compte les normes de seguretat.
Intenta reunir prou diners per poder pagar l'operació que hauria de preservar el seu fill de la mateixa malaltia i de la ceguesa.
Fugint de les seves preocupacions quotidianes gràcies a la música i al ball, participa en una comèdia musical organitzada per la coral del seu barri. Però Selma se sacrifica completament per salvar, malgrat tot, el seu fill.

### Comentaris
Aquest drama musical compta amb les actuacions de la cantant islandesa Björk, l'actriu francesa Catherine Deneuve, i el suec Peter Stormare.
Es tracta d'una coproducció en què van participar Dinamarca.
L'ambient és pesat, però els passatges musicals ho equilibren i saben submergir-nos en una poesia que és un dels atractius de la pel·lícula.
La simbologia del sacrifici de la dona és sens dubte menys ric que en Breaking the Waves, però resta tanmateix molt agressiu. Björk efectua una interpretació espaterrant, i sap mostrar-se atractiva i tràgica. La pel·lícula constitueix a més a més una crítica virulenta de les condicions de treball a l'Amèrica liberal dels anys 1990 i sobretot, finalment, una molt forta acusació contra la pena de mort als Estats Units i les seves injustícies socials.
El realitzador danès ha volgut, amb aquesta pel·lícula, sortir de les regles del seu "Dogma 95" (10 regles molt estrictes que donen un cinema depurat sense cap artifici i sense morts) que trobava ja superat, tot conservant un estil quasi documental.
Les divergències entre Björk i Lars von Trier han influenciat sovint la pel·lícula durant el rodatge. Lars von Trier hauria mantingut contínuament la seva actriu en situació de debilitat, com ho havia fet Stanley Kubrick amb la seva comediant Shelley Duvall a The Shining. Björk, aparentment molt implicada en el seu paper en el punt de sentir-ho més que d'interpretar-lo, s'hauria portat de manera neuròtica i excessiva, anant-se fins i tot del plató alguns dies en ple rodatge.

### Precisions tècniques
Per filmar les seqüències ballades i cantades, Lars von Trier ha utilitzat de manera simultània cent petites càmeres digitals, amb l'objectiu de donar als números musicals l'estil d'una verdadera retransmissió en directe. La majoria eren amagades als decorats, altres han estat esborrades digitalment, i algunes eren manejades per diferents operadors, sobretot per als primers plans de Björk, difícils de realitzar per la gran mida dels decorats. Aquest sistema, qui ha permès gravar cadascuna d'aquestes escenes en dos dies en lloc d'un mes, porta naturalment a un muntatge molt tallat en els plans curts i fixos, el que va en contra de les regles tradicionals de la comèdia musical, més acostumada als amplis moviments de càmera.

## Repartiment
- Björk: Selma Jezkova
- Catherine Deneuve: Kathy
- David Morse: Bill Houston
- Peter Stormare: Jeff
- Joel Grey: Oldrich Novy
- Cara Seymour: Linda Houston
- Vladica Kostic: Gene Jezkova
- Jean-Marc Barr: Norman
- Vincent Paterson: Samuel
- Siobhan Fallon: Brenda
- Željko Ivanek: el fiscal
- Udo Kier: el doctor Porkorny
- Jens Albinus: Morty
- Reathel Bean: el jutge
- Mette Berggreen: la recepcionista

## Premis i nominacions
La pel·lícula es va estrenar el 53è Festival Internacional de Cinema de Canes, on va ser admirada i discutida per la crítica. Va obtenir la Palma d'Or i el guardó corresponent a la millor actriu. La cançó "I've Seen It All" va ser candidata a l'Oscar a la millor cançó Original. En la presentació de la cerimònia Björk va llançar el seu famós vestit del cigne.

### Premis

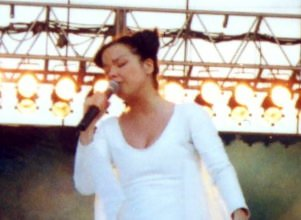
Björk en una actuació de 1998.

- 2000. Palma d'Or al Festival de Canes per Lars von Trier
- 2000. Premi d'interpretació femenina per Björk (Festival de Canes)
- 2000. European Film Awards – Millor pel·lícula
- 2000. European Film Awards – Millor actriu per Björk
- 2000. Premi Edda (Irlanda) – Millor actriu per Björk
- 2001. Goya a la millor pel·lícula europea per Lars von Trier
- 2001. Independent Spirit a la millor pel·lícula estrangera per Lars von Trier
- 2001. Golden Satellite Awards – Millor cançó original amb "I've Seen It All"

### Nominacions
- 2001. Oscar a la millor cançó original per Björk, Lars von Trier i Sjón Sigurdsson amb "I've seen it all"
- 2001. Globus d'Or a la millor cançó original per Björk, Lars von Trier i Sjón Sigurdsson per "I've seen it all"
- 2001. Globus d'Or a la millor actriu dramàtica per Björk
- 2001. César a la millor pel·lícula estrangera
- 2001. Brit Awards – Millor banda sonora
- 2001. Chicago Films Critics Association Awards – Millor actriu per Björk
- 2001. Chicago Films Critics Association Awards – Pel·lícula original
- 2001. Golden Satellite Awards – Millor drama
- 2001. Golden Satellite Awards – Millor actriu dramàtica per Björk
- 2001. Golden Satellite Awards – Millor actriu secundària per Catherine Deneuve